# Historia Żydów w Międzyrzecu Podlaskim

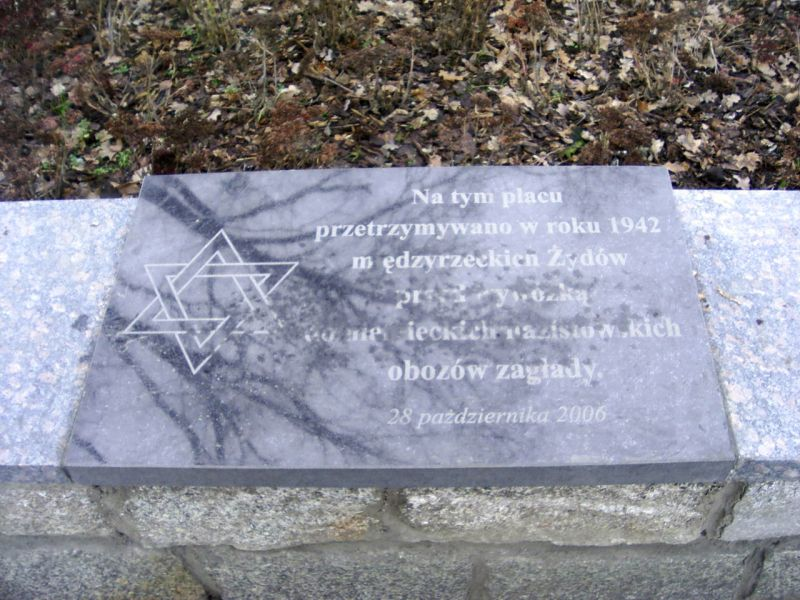
Tablica upamiętniająca Żydów międzyrzeckich na Rynku

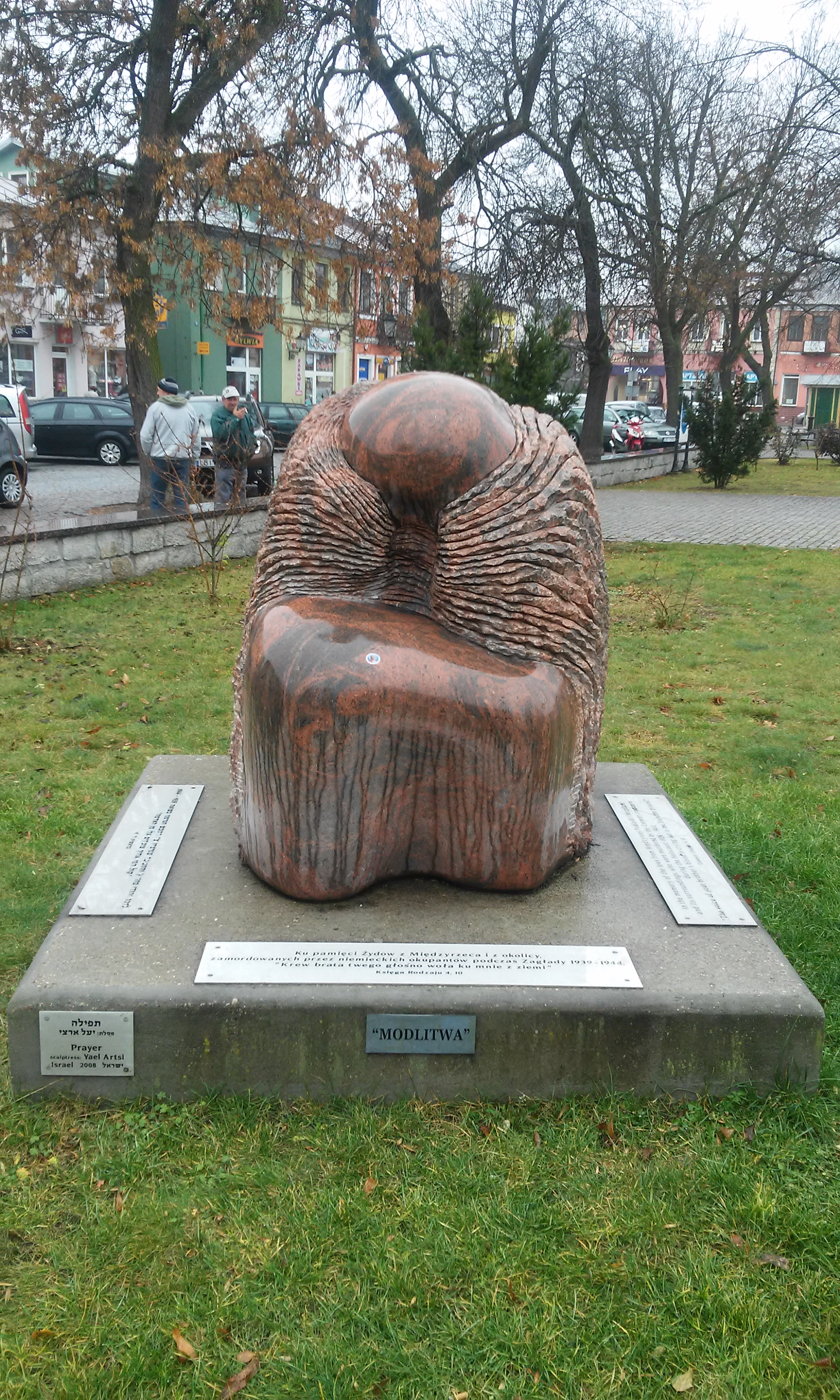
"Modlitwa" - pomnik zamordowanych Żydów międzyrzeckich

Ludność pochodzenia żydowskiego w Międzyrzecu Podlaskim w 1674 stanowiła ok. 21% mieszkańców miasta Międzyrzec Podlaski (jidisz. Mezeritch). W roku 1692 istniała już gmina żydowska, która podległa kahałowi w Tykocinie. W roku 1788 wyznawców judaizmu było niemal 40%, a w 1827 Żydzi stanowili 65% mieszkańców miasta. Posiadali synagogę, domy modlitwy, chedery, własny szpital, a potem nawet trzy tygodniki wydawane w jidysz.
W roku 1866 w Międzyrzecu Podlaskim żyło ponad 7000 Żydów, stanowiąc 62% wszystkich mieszkańców. Istniała synagoga, 10 domów modlitwy, 45 chederów, szpital żydowski, cmentarz oraz różnorodne stowarzyszenia żydowskie. W roku 1939 w mieście żyło ok. 12 tys. Żydów tj. 75% ogółu mieszkańców.
W dwudziestoleciu wojennym ukazywał się tygodnik gminy żydowskiej w Międzyrzecu Podlaskim Podlaszier Lebn (pol. Życie Podlasia), który poruszał tematykę regionalną związaną z codziennym życiem na Południowym Podlasiu, a zlikwidowany został przez okupantów niemieckich w 1939 roku.

## II wojna światowa
W pierwszych miesiącach II wojny światowej Niemcy rozpoczęli masowe mordy na ludności żydowskiej, m.in. rozstrzelali i pochowali w masowej mogile wzdłuż ul. Brzeskiej około tysiąc osób posypując karbidem. Mordami tymi dowodził Frank Bauer. W roku 1941 w dzielnicy Szmulowizna Niemcy utworzyli getto w którym przebywało ponad 17 tys. (niektóre źródła podają 24 tys.) Żydów głównie z Międzyrzeca Podlaskiego i okolicznych miejscowości. Od roku 1942 Niemcy zaczęli stopniowo likwidować getto wywożąc jego mieszkańców do obozu zagłady Treblinka II i do obozu koncentracyjnego KL Lublin na Majdanku. Ostatecznie getto zostało zlikwidowane 17 lipca 1943 roku. Wojnę przeżyło około stu międzyrzeckich Żydów, głównie dzięki pomocy okolicznej polskiej ludności. Założyli oni w Nowym Jorku fundację Mezeritch Relief Committee (Towarzystwo Dobroczynne Międzyrzeca).
W Międzyrzecu urodził się poeta Shalom Cohen, Shalom Ben Yaacov Hacohen (ur. 23 grudnia 1771, zm. 21 lutego 1845).